# Saint-Vaast-Dieppedalle
Saint-Vaast-Dieppedalle település Franciaországban, Seine-Maritime megyében. Lakosainak száma 377 fő (2022. január 1.). Saint-Vaast-Dieppedalle Bosville, Doudeville, Drosay, Hautot-l’Auvray, Routes, Sasseville és Veauville-lès-Quelles községekkel határos.

## Népesség
A település népessége az elmúlt években az alábbi módon változott:
| Lakosok száma | 355  | 358  | 367  | 368  | 369  | 372  | 372  | 375  | 377  |
|               | 2013 | 2015 | 2016 | 2017 | 2018 | 2019 | 2020 | 2021 | 2022 |